# Saint Paul's Church (Birmingham)
St Paul’s er en anglikansk kirke beliggende på St Paul's Square i Birmingham, England.
Den fredede kirke blev tegnet af Roger Eykyn fra Wolverhampton. Opførelsen begyndte i 1777 og kirken blev indviet i 1779. Kirken blev bygget på jord, frastykket fra Charles Colmores Newhall-ejendom. Det var i denne kirke at Birminghams tidlige fabrikanter og købmænd (f.eks. Matthew Boulton og James Watt) havde deres faste pladser.
Kirken er rektangulær i stil med St Martin-in-the-Fields i London. Spiret blev tilføjet i 1823 af Francis Goodwin.

## Østvinduet
Østvinduet har en glasmosaik fra 1791 af Francis Eginton efter et maleri (fra ca. 1786) af Benjamin West, der nu er i Dallas Museum of Art.  Billedet forestiller Pauli omvendelse på vejen til Damaskus.

## Orgel
Kirken har en glimrende akustik og benyttes også til koncerter, for tiden en månedlig orgelkoncertserie ved navn 'Thursday Live'.

## Eksterne links
- Wikimedia Commons har flere filer relateret til Saint Paul's Church (Birmingham)
- St Paul's Church Website

52°29′7.08″N 1°54′20.88″V / 52.4853000°N 1.9058000°V